# Anna (Estland)
Anna (Duits: St. Annen) is een plaats in de Estlandse gemeente Paide, provincie Järvamaa. De plaats heeft de status van dorp (Estisch: küla).
Tot in oktober 2017 lag het dorp in de gemeente Paide vald. In die maand werd Paide vald bij de stadsgemeente Paide gevoegd.

## Bevolking
De ontwikkeling van het aantal inwoners blijkt uit het volgende staatje:
| Jaar            | 2000 | 2011 | 2021 |
| --------------- | ---- | ---- | ---- |
| Aantal inwoners | 122  | 70   | 72   |

## Ligging
De plaats ligt ongeveer 13 km ten noorden van de stad Paide, de hoofdplaats van de gemeente. De plaats ligt aan de Põhimaantee 2, de langste weg van het land.
Het dorp heeft een kerk, gewijd aan Sint-Anna, en een bibliotheek.

## Geschiedenis
De lutherse kerk van Anna was er veel eerder dan het dorp. Een kerspel St. Annen werd gevormd in de 17e eeuw onder patronage van de eigenaar van het landgoed van Noistfer (Purdi), een lid van de familie Burt. Delen van de kerspels St. Petri (Peetri) en Kosch (Kose) gingen naar het nieuwe kerspel. In 1650 werd een eenvoudige houten kapel gebouwd, die in de jaren 1776-1780 werd vervangen door een stenen kerk in opdracht van Adam-Johann von Baranoff, de toenmalige eigenaar van Noistfer. Vanaf 1738 had de kerk geen eigen dominee meer, maar preekte de dominee van Paide ook in St. Annen.
De kerk van Anna, in de stijl van de late barok, is de kleinste kerk van de provincie. De kerk heeft 234 zitplaatsen. Het orgel is gebouwd in 1877, de kerkklokken zijn gegoten tussen 1790 en 1853. Het altaar en de preekstoel zijn even oud als de kerk. Ook het altaarstuk met het thema ‘Help mij, Heer’ dateert van 1780; het is geschilderd door Rudolf Julius von zur Mühlen (1845-1913).
De kerk is diverse malen gerestaureerd en gerepareerd. Tot in 1919 had de kerk een eigen landgoed. Ook daarna had de kerk nog een stuk grond, dat in 1945 onder de bezetting door de Sovjet-Unie, definitief werd onteigend. In de jaren vijftig sloot de parochie zich tijdelijk aan bij de parochie van Paide.
Een apart dorp Anna bestaat pas sinds 1977. Toen werden de dorpen Nurme, Ojaküla en Sõmeru met delen van de dorpen Otiku en Purdi samengevoegd tot één dorp Anna. In 1997 werden Nurme, Ojaküla en Sõmeru weer zelfstandige dorpen en bleef een kleiner dorp Anna over.

## Foto's

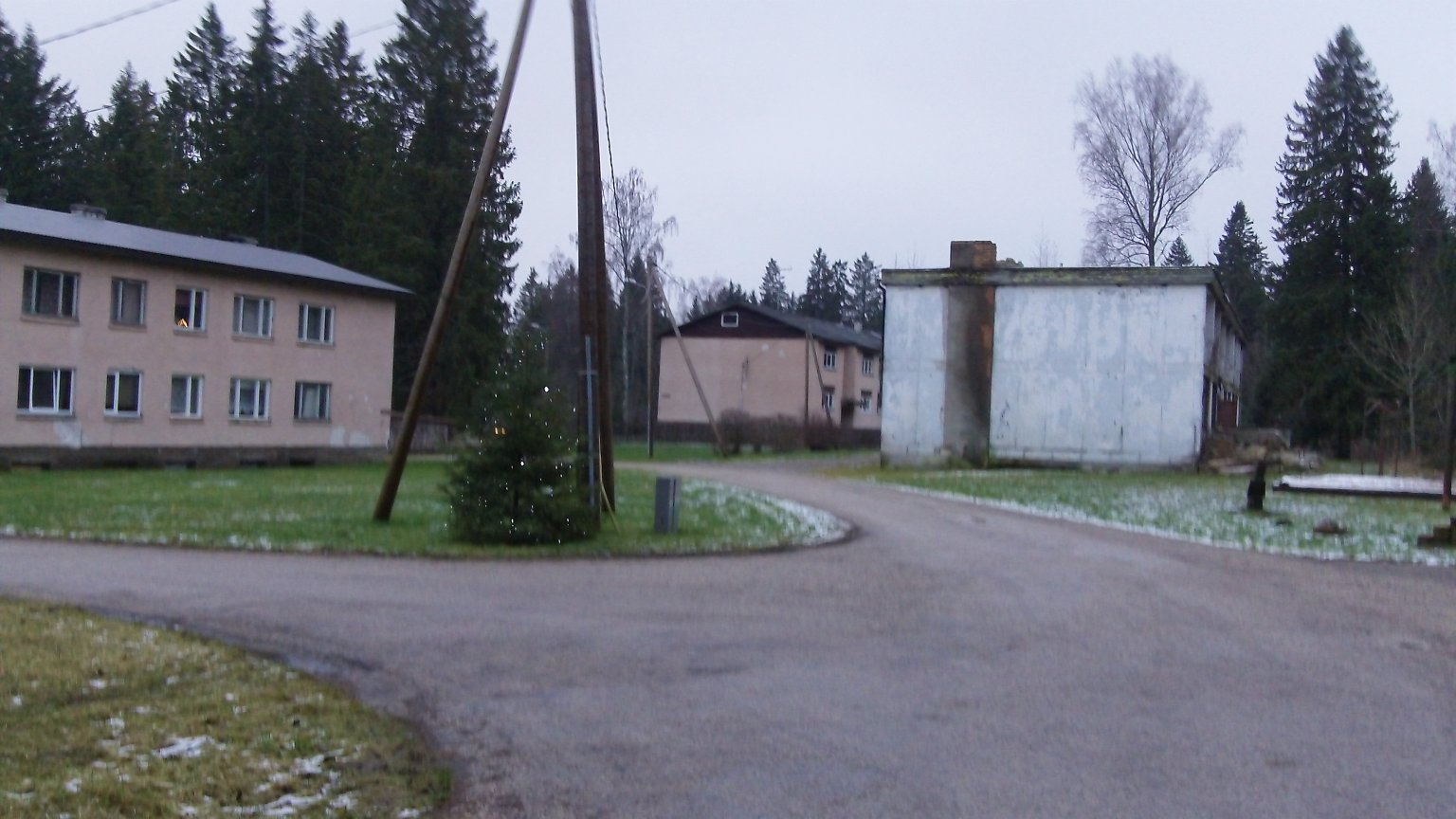
Het dorp Anna
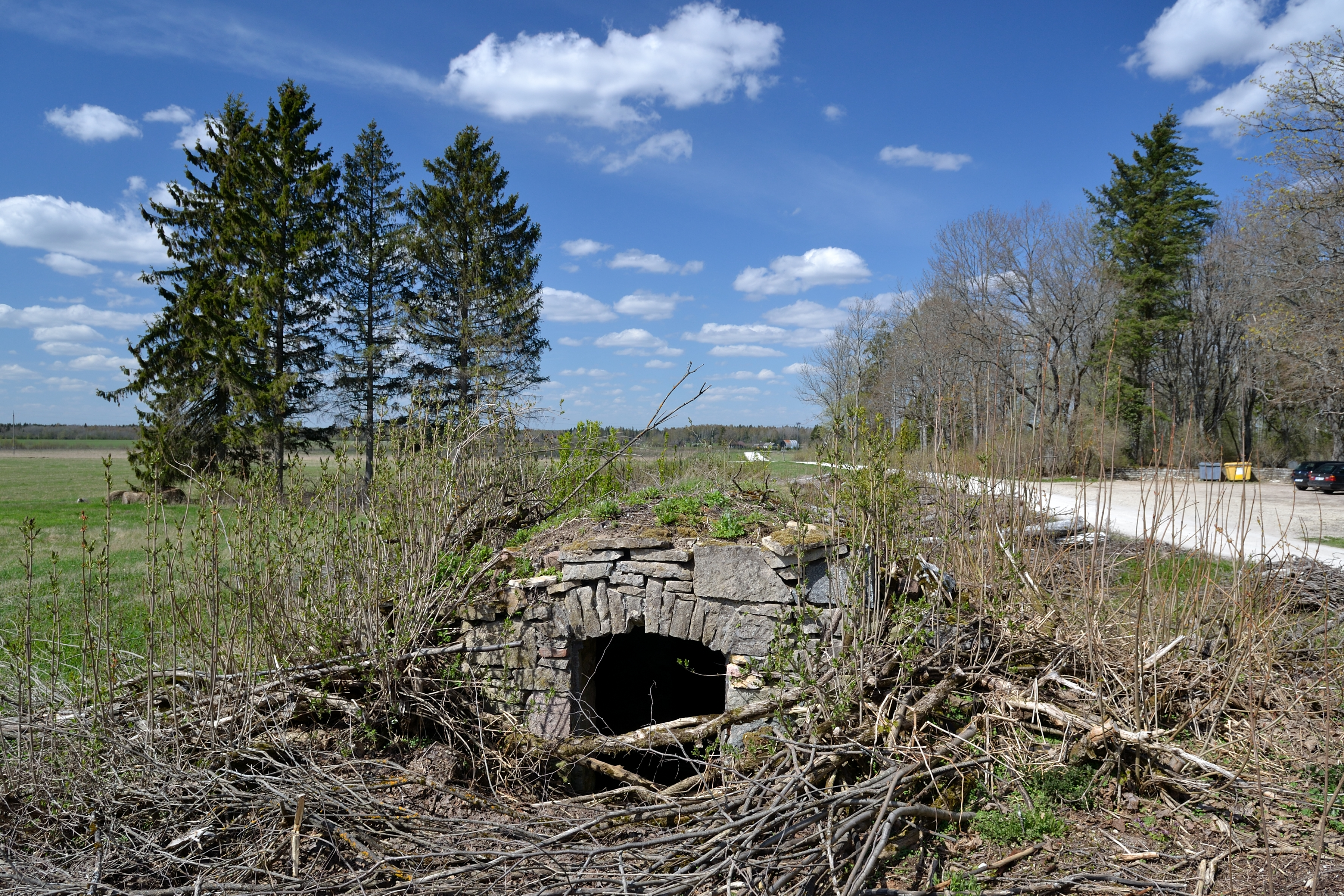
Oude kelder in de buurt van de kerk
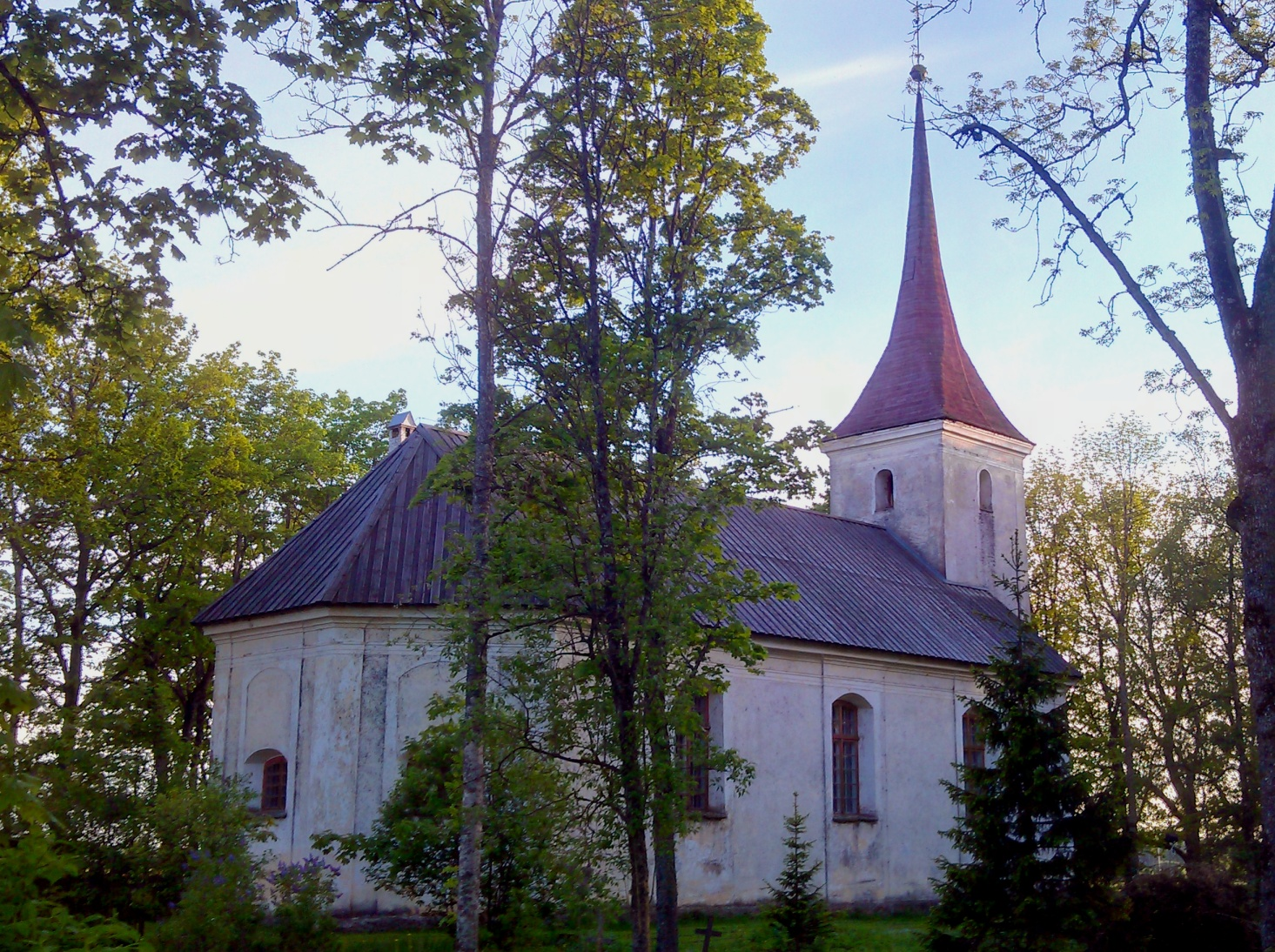
De kerk, achterzijde
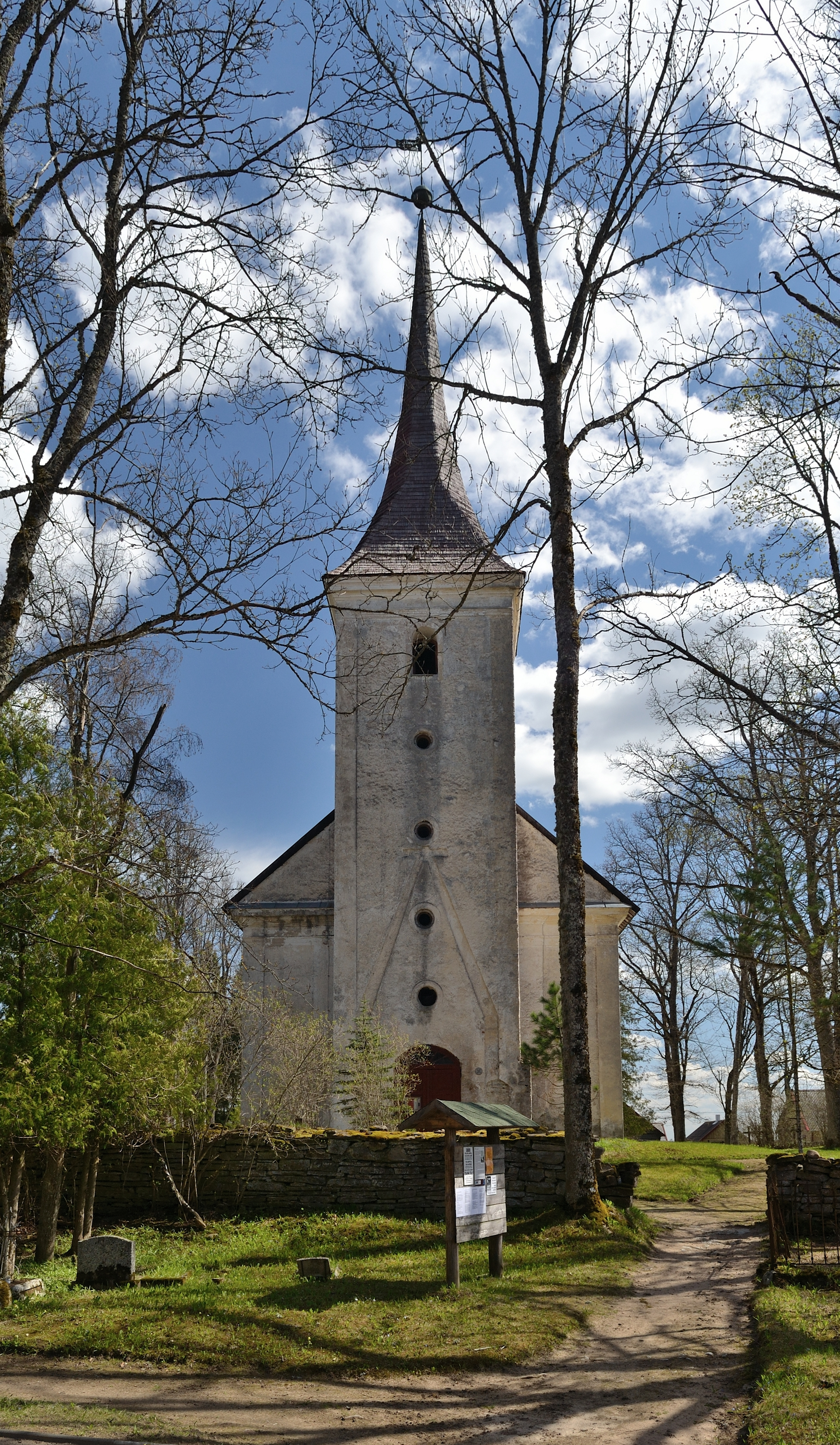
De toren
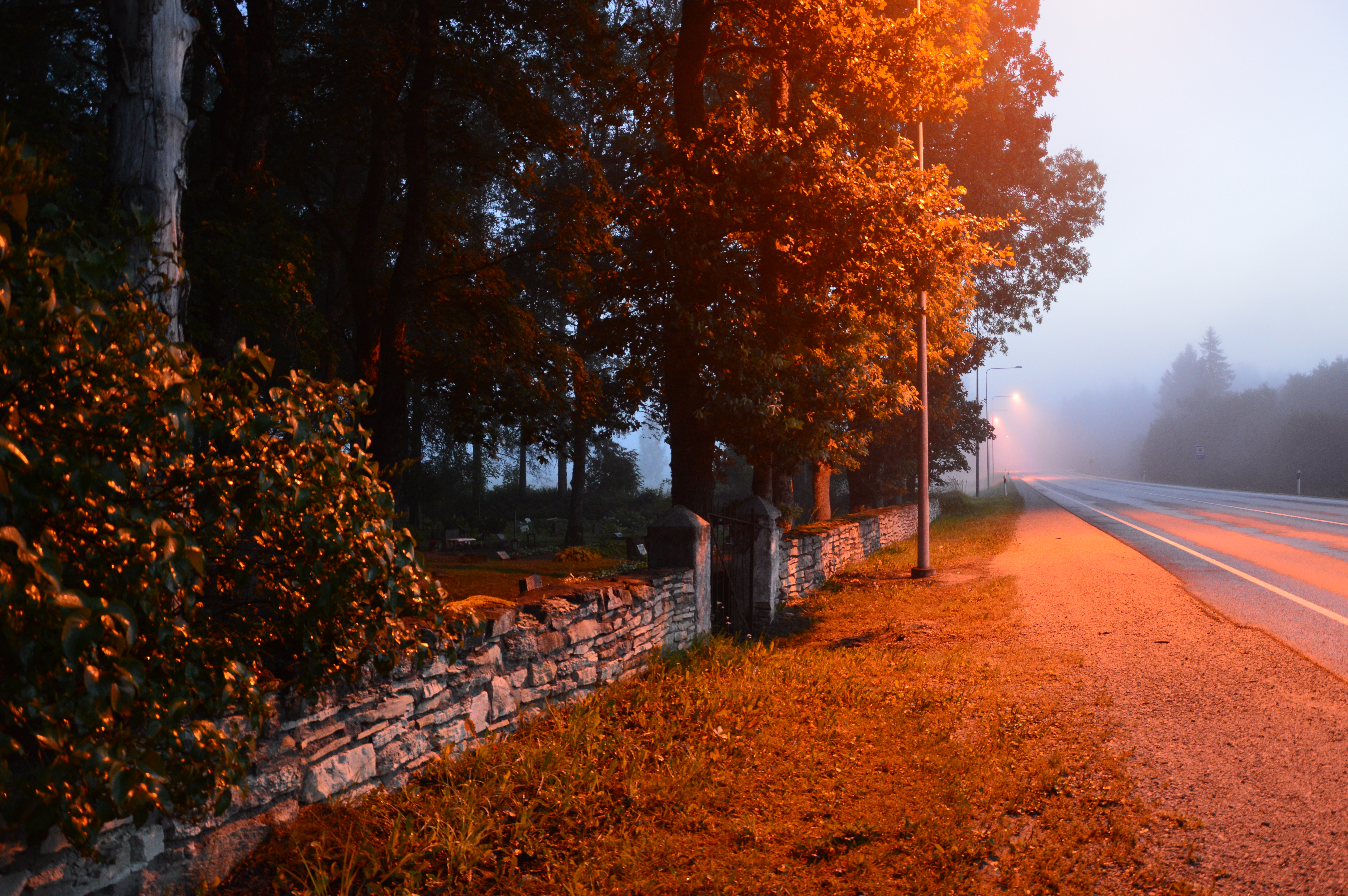
Muur van het kerkhof
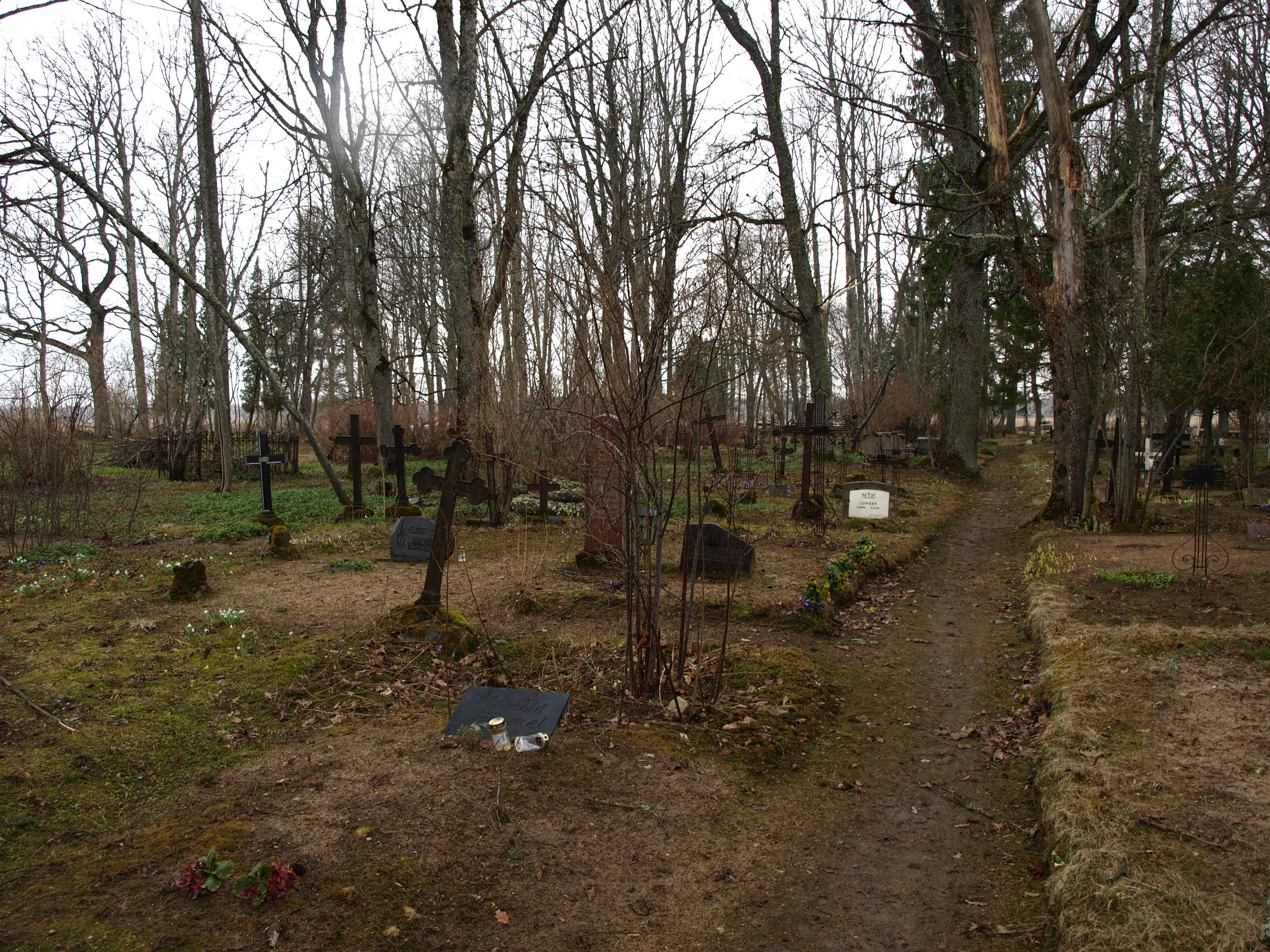
Graven